# Bandera de Namibia
La bandera de Namibia fue aprobada el 21 de marzo de 1990. Es una bandera dividida en dos mitades (azul la superior y verde la inferior) por una franja de color rojo y bordes blancos y situada en una de las diagonales de la bandera. En el cuadrante superior más próximo al mástil aparece representado el sol con doce puntas.
Fue diseñada por Frederick G. Brownell, quien también diseñó la actual bandera de Sudáfrica.
Los colores de la bandera se adoptaron de la Organización del Pueblo de África del Sudoeste (SWAPO), el movimiento nacionalista popular de liberación más importante de Namibia. Los colores azul, rojo y verde también son los más importantes para la etnia mayoritaria, los ovambo. Esta bandera ya fue adoptada en 1971.

## Banderas históricas

Bandera colonial del Imperio alemán, del 24 de abril de 1884 al 9 de julio de 1915.
Bandera del África del sudoeste bajo dominio británico, del 9 de julio de 1915 al 28 de junio de 1919.
Bandera del África del sudoeste del 28 de junio de 1919 al 31 de mayo de 1928.
Bandera del África del sudoeste bajo dominio sudafricano del 31 de mayo de 1928 al 21 de marzo de 1990.
Bandera de la SWAPO.

## Banderas de bantustanes en el África del Sudoeste
Algunos de los bantustanes establecidos por Sudáfrica durante su período de administración de África del Sudoeste han adoptado sus propias banderas distintivas, mientras que otros usan la bandera de Sudáfrica.

República de Bushmanlandia
República de Damaralandia
República de Lozilandia
República de Hererolandia
República de Kaokolandia
República de Kavangolandia
República de Namalandia
República de Ovambolandia
República de Rehoboth
República de Tsuanalandia